# Anomiopus idei
Anomiopus idei е вид насекомо от семейство Листороги бръмбари (Scarabaeidae).

## Разпространение
Видът е разпространен в Перу.